# Sphaerozetes piriformis
Sphaerozetes piriformis är en kvalsterart som först beskrevs av Hercule Nicolet 1855.  Sphaerozetes piriformis ingår i släktet Sphaerozetes och familjen Ceratozetidae. Inga underarter finns listade i Catalogue of Life.